# Calbovista
Calbovista is een monotypisch geslacht van schimmels uit de familie van de Lycoperdaceae. Het geslacht heeft een soort, namelijk Calbovista subsculpta.